# Euparatettix semihirsutus
Euparatettix semihirsutus är en insektsart som först beskrevs av Brunner von Wattenwyl 1893.  Euparatettix semihirsutus ingår i släktet Euparatettix och familjen torngräshoppor. Inga underarter finns listade i Catalogue of Life.